# Рамзес VI
Рамсес VI — давньоєгипетський фараон з XX династії.

## Життєпис
Син Рамсеса III й цариці Ісіди. Зайняв престол, можливо, усунувши фараона Рамсеса V.
Царювання Рамсеса VI було неспокійним. Вже на першому році його правління Єгипет був схвильований загрозою нової лівійської війни, що спричинила внутрішні заворушення, а також, імовірно, епідемією інфекційної хвороби. Набіги лівійців були спустошувальними й від них постраждали як люди, так і багато пам'ятників. Єгипет за правління Рамсеса VI цілком втратив свої іноземні володіння, за винятком Нубії. Рамсес VI став останнім царем, ім'я якого зустрічається у храмі Хатхор в Серабіт ель-Хадім на Синайському півострові. Єдиний його пам'ятник, залишений у Палестині — підніжжя бронзової статуї царя, виявлене в Мегіддо, але, враховуючи еталонний характер ставлення до бронзи у давнину, не слід сприймати той пам'ятник як серйозний доказ єгипетської присутності в Азії.
Основне будівництво за Рамсеса VI розгорнулось у Фівах. Востаннє у Новому царстві за наказом царя тріумфальною сценою була прикрашена поверхня другого пілону храму Амона в Карнаці та стіна комплексу Медінет-Абу.
Як і Рамсес IV, Рамсес VI узурпував багато пам'ятників, створених попередніми царями та, перш за все, Рамсесом IV і Рамсесом V, стираючи їхні імена та проставляючи замість них своє. Імовірно, до того часу узурпація пам'ятників більш давніх царів не тільки не заборонялась, але й стала систематичною. У долині Нілу, окрім Фів, пам'ятники Рамсеса VI нечисленні, але втім і не узурповані у попередників. Так, у Геліополі та Мемфісі знайдено архітектурні фрагменти з його іменем; графіті царя залишились на стінах храму Сеті I у Ваді Мійа, іменами Рамсеса VI замінено картуші Рамсеса IV на пілоні храму в Арманті та блоці з Ель-Каба. Сліди будівельної діяльності царя збереглись на місці гігантського храму, закладеного Рамсесом IV в Асасіфі. В Нубії царські графіті виявлені у Ваді ес-Себуа; двері нового храму, зведеного Рамсесом VI, виявлені у Каср Ібрім: імовірно, то був найбільш пізній храм доби Нового царства у тому регіоні. Написи у гробниці єгипетського завідувача каменоломнями у Ваваті та храмовим майном у Дерре Пеннута повідомляють про доволі мирне правління Рамсеса в Нубії.

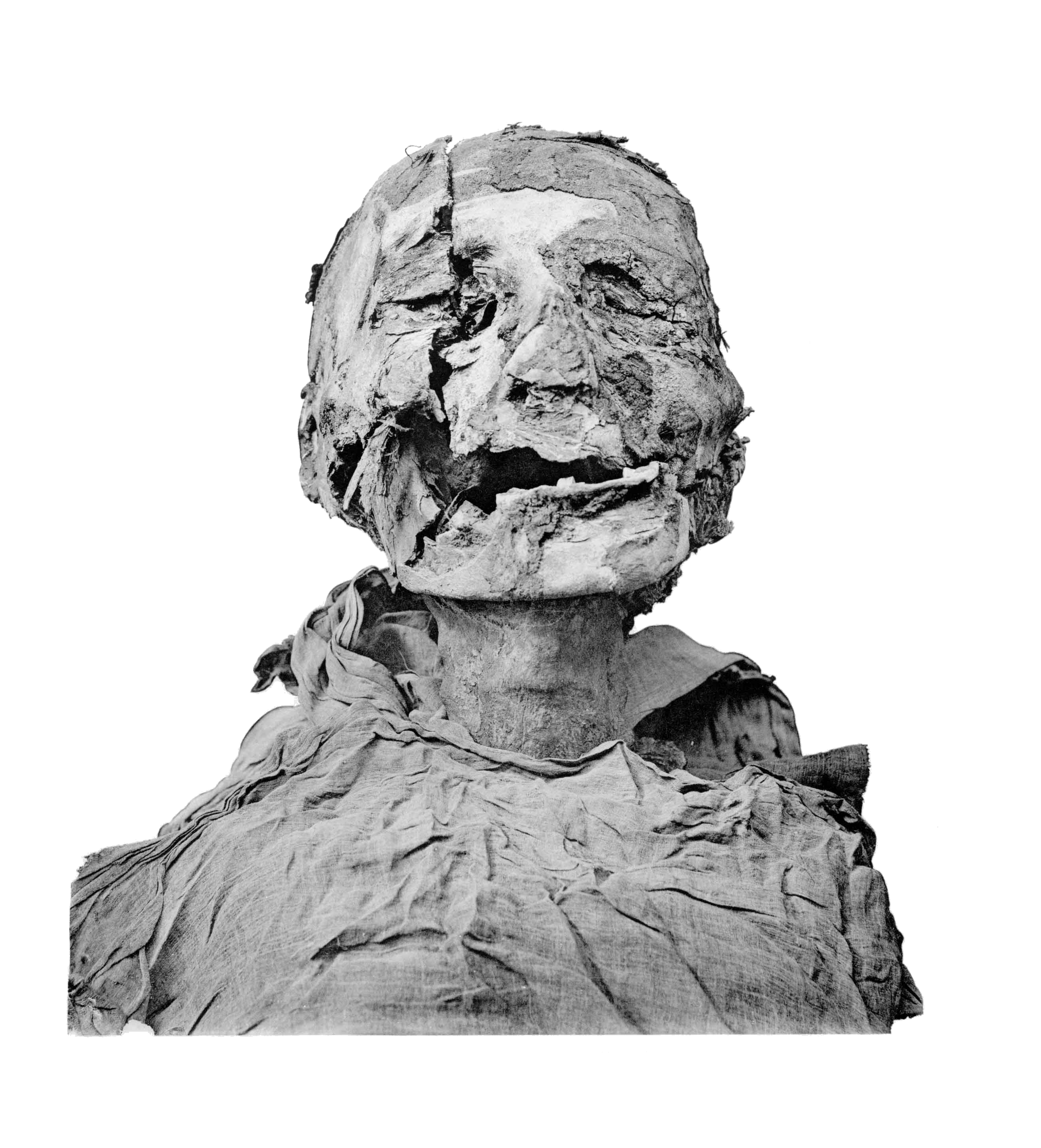
Голова мумії фараона Рамсеса VI

Ледь не єдиною пам'яткою царя, яку він встиг завершити, є його гробниця у Долині царів (KV9) (первинно призначалась для поховання Рамсеса V). Усипальниця була відома під назвою «гробниця Мемнона» ще римлянам. У гробниці, набагато більш просторій та грандіозній, ніж «дім вічності» Рамсеса IV, зберігся розкішний декор. Та усипальниця була пограбована злодіями невдовзі після поховання царя. Окрім зникнення всіх матеріальних цінностей, пошкоджень зазнала також і мумія фараона.